# ぽんプラザホール
ぽんプラザホールは、福岡県福岡市博多区祇園町8番3号にあり、音楽、演劇、ダンスなどに利用できる小劇場である。正式名称は「福岡市祇園音楽・演劇練習場」。

## 概要
福岡市役所の下水道局が管理する向島ポンプ場の上部空間を有効活用することを目的に、2000年（平成12年）9月音楽演劇練習場・祇園分館として福岡市が設置した施設である。4階部分に当たる施設を指して「ぽんプラザ」及び「ぽんプラザホール」と呼称され、2階部分には同市の下水道施設を広報するコーナーが設けられている。名称のぽんプラザは「ポンプ」にちなむ。
関連規則の福岡市音楽・演劇練習場条例の規定により形式上は練習場と定められているが、設立当初より舞台装置が置かれ、市民劇団などによる舞台公演の場として広く利用されている。総客席数は108席。60席としての使用もできる。
現在福岡市内における市営の音楽演劇練習場は本施設の他に、南区大橋のゆめアール大橋（福岡市大橋音楽・演劇練習場）、博多区千代のパピオビールーム（福岡市千代音楽・演劇練習場）の三カ所があるが、公演利用については交通の利便性や近隣商業施設の充実度などから、とりわけてぽんプラザホールの利用者が多い。また小規模な劇場として、その安価な利用料からも福岡の小劇団の登竜門として使われることも多い。

## アクセス
キャナルシティと川端商店街を結ぶ陸橋（祇園町西交差点歩道橋）の中程に位置する。

### 地下鉄
- 地下鉄七隈線櫛田神社前駅1番及び2番出口から出て、徒歩1分。

## 参考
- 福岡市音楽・演劇練習場条例 - 平成3年3月11日条例第36号（平成17年3月31日施行）
- アートマネージメントセミナー「わたしのまちの劇場」 - 福岡・九州の地域舞台芸術文化を支援するNPO法人FPAP（エフパップ）
- NPO法人FPAPが運営するぽんプラザホール - 一般財団法人 地域創造